# Salat (islam)
 (juillet 2023).
La mise en forme du texte ne suit pas les recommandations de Wikipédia : il faut le « wikifier ».
Les points d'amélioration suivants sont les cas les plus fréquents. Le détail des points à revoir est peut-être précisé sur la page de discussion.
- Les titres sont pré-formatés par le logiciel. Ils ne sont ni en capitales, ni en gras.
- Le texte ne doit pas être écrit en capitales (les noms de famille non plus), ni en gras, ni en italique, ni en « petit »…
- Le gras n'est utilisé que pour surligner le titre de l'article dans l'introduction, une seule fois.
- L'italique est rarement utilisé : mots en langue étrangère, titres d'œuvres, noms de bateaux, etc.
- Les citations ne sont pas en italique mais en corps de texte normal. Elles sont entourées par des guillemets français : « et ».
- Les listes à puces sont à éviter, des paragraphes rédigés étant largement préférés. Les tableaux sont à réserver à la présentation de données structurées (résultats, etc.).
- Les appels de note de bas de page (petits chiffres en exposant, introduits par l'outil «  Source ») sont à placer entre la fin de phrase et le point final[comme ça].
- Les liens internes (vers d'autres articles de Wikipédia) sont à choisir avec parcimonie. Créez des liens vers des articles approfondissant le sujet. Les termes génériques sans rapport avec le sujet sont à éviter, ainsi que les répétitions de liens vers un même terme.
- Les liens externes sont à placer uniquement dans une section « Liens externes », à la fin de l'article. Ces liens sont à choisir avec parcimonie suivant les règles définies. Si un lien sert de source à l'article, son insertion dans le texte est à faire par les notes de bas de page.
- La présentation des références doit suivre les conventions bibliographiques. Il est recommandé d'utiliser les modèles {{Ouvrage}}, {{Chapitre}}, {{Article}}, {{Lien web}} et/ou {{Bibliographie}}. Le mode d'édition visuel peut mettre en forme automatiquement les références.
- Insérer une infobox (cadre d'informations à droite) n'est pas obligatoire pour parachever la mise en page.

Pour une aide détaillée, merci de consulter Aide:Wikification.
Si vous pensez que ces points ont été résolus, vous pouvez retirer ce bandeau et améliorer la mise en forme d'un autre article.
Pour les articles homonymes, voir Salat.

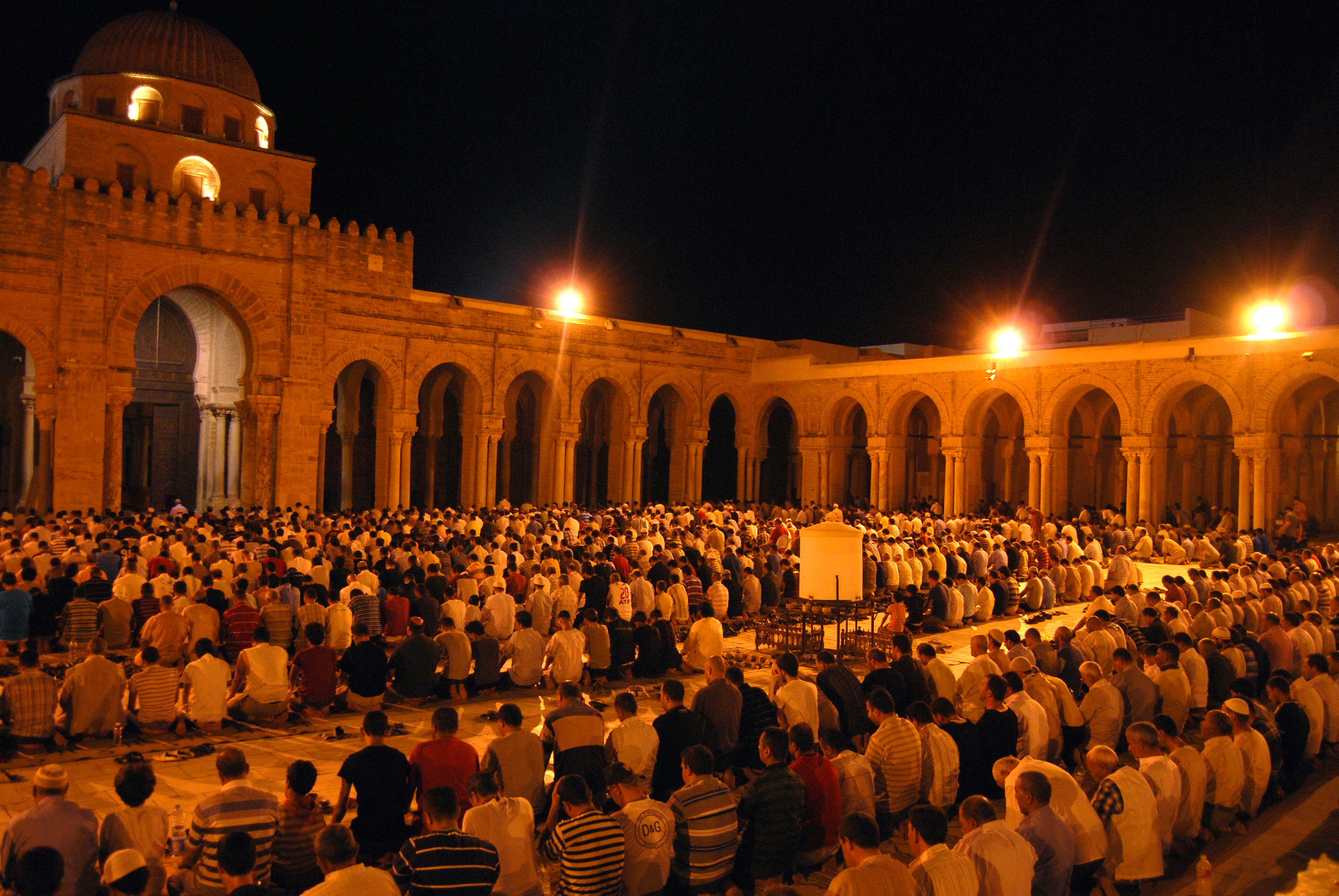
Fidèles accomplissant la salât (prière) dans la cour de la grande mosquée de Kairouan en Tunisie.

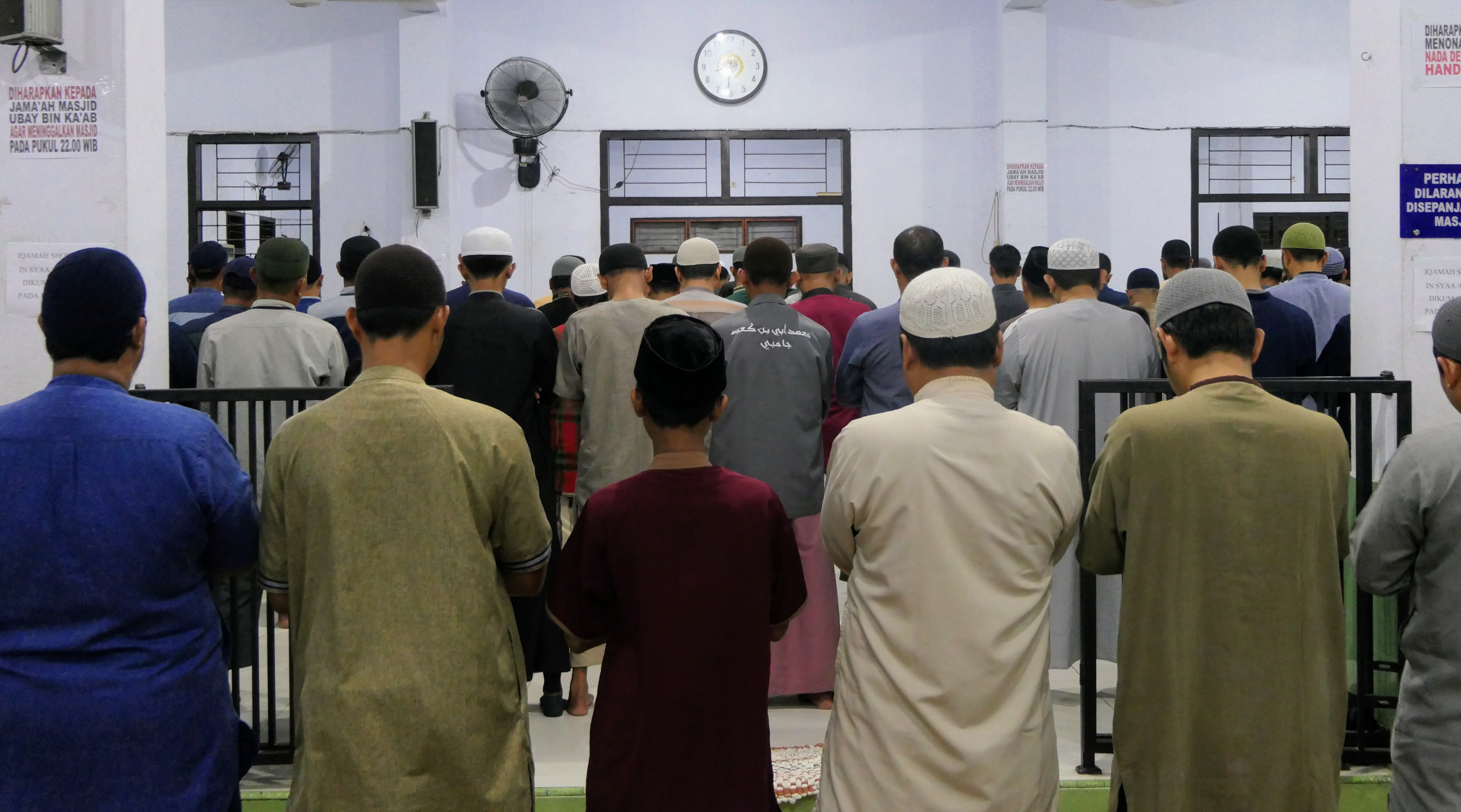
Fidèles accomplissant la salât (prière) à la mosquée Masjid Ubay Bin Ka’ab, ville de Jambi.

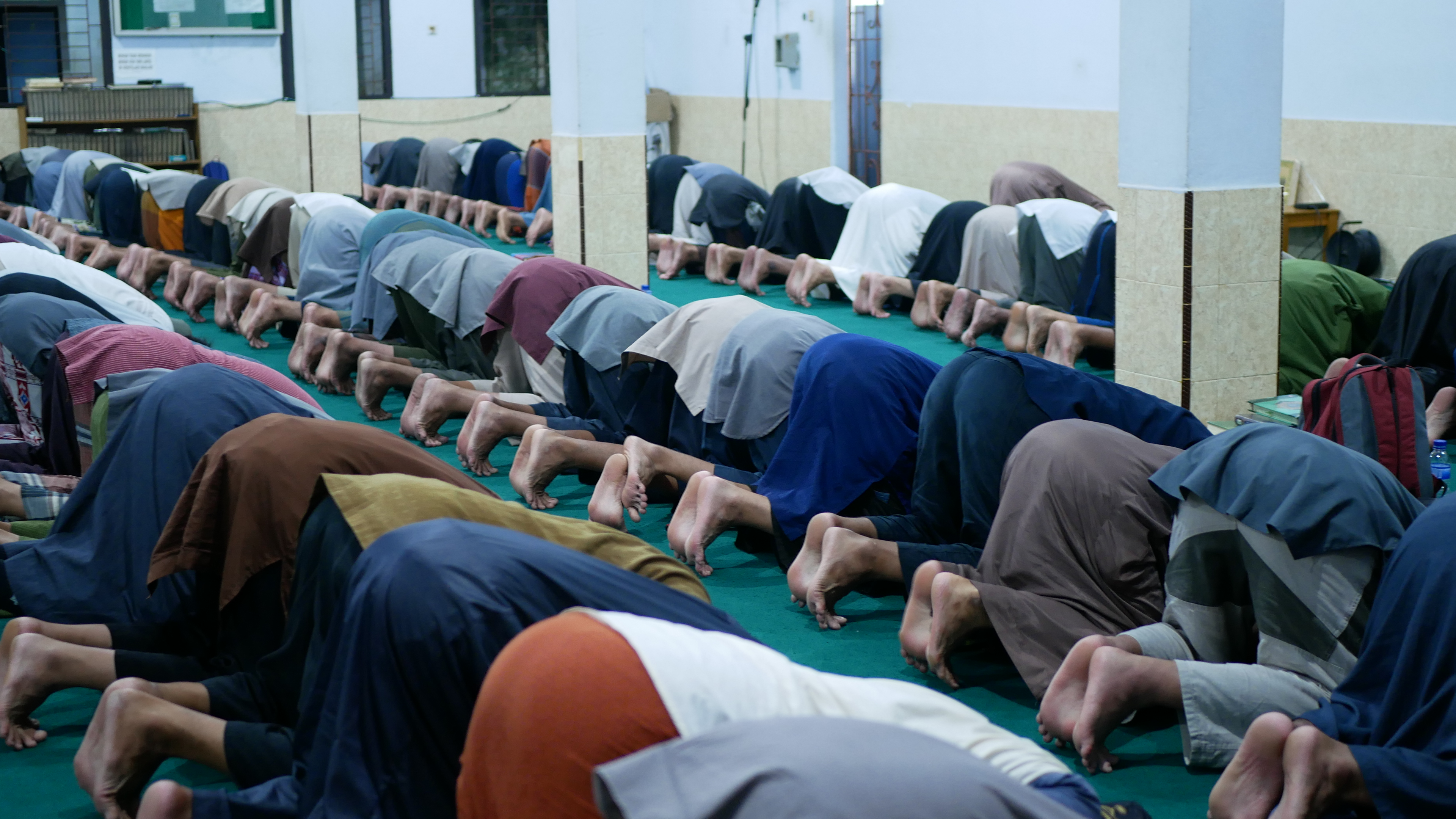
Fidèles accomplissant la salât (prière) en prosternation (Sujud).

La salât (en arabe : صلاة, ṣalāt  pl. صلوات, ṣalawāt) ou namaz (en persan : نماز) désigne la prière islamique, second des cinq piliers de l'islam. Ce terme recouvre cependant un large ensemble de prières en islam, mais il est employé aussi spécifiquement pour les cinq prières rituelles quotidiennes, obligatoires pour le fidèle. Il s'agit donc des prières que l'on peut qualifier de canoniques, par opposition aux prières surérogatoires.
Les cinq prières canoniques ont lieu à l'aube (Fajr), au milieu de la journée, lorsque le soleil est à son zénith (Dhuhr), au milieu de l'après-midi ('Asr), au coucher du soleil (Maghreb) et la nuit ('Ichâ'). Chacune d'elles est constituée d'un nombre variable de rakʿah (arabe : ركعة, pl. ركعات), qu'on peut qualifier d'unités de prière.
En plus de la prière rituelle (salât), le tasbih, le dikhr, ou le douâa sont aussi considérés comme des formes de prières en Islam,,.

## Étymologie
Le terme salat (traductions possibles: lien, connexion, prière de contact)(mot de genre féminin) est utilisé pour désigner la prière canonique des musulmans. Le mot provient du terme syriaque slôtâ et son usage est attesté dès l'époque préislamique. Comme le terme zakât, le terme salat appartient au lexique araméen partagé par le Coran et par les inscriptions préislamiques. Il est attesté par cinq inscriptions et par la poésie préislamique. Ils apparaissent, en particulier dans une inscription d'un juif proche du roi d'Himyar et daté vers 400. Ces termes "ont donc été acclimatés dans les langues d'Arabie près de 220 ans avant l'hégire".
Il n'est pourtant pas évident que le terme ait intégré le Coran via le Yémen. En effet, l'orthographe consonantique du terme est plus proche de l'araméen que du saba'ique. Il peut donc avoir utilisé une autre voie, comme celle du milieu chrétien du golfe, du judaïsme du Hedjaz, de la Syrie, l'Arabie étant alors "grandement imprégnée de culture monothéiste biblique"… L'usage de ce terme est partagé par les chrétiens et les juifs à cette époque

## Histoire du rite

### La prière selon le Coran
Le terme salat est utilisée à 65 reprises dans le Coran. Salat peut y désigner la prière canonique et obligatoire, distinguée d'autres prières telle la prière de demande (du'â) ou certaines prières litaniques. Il est aussi utilisé pour désigner toute prière faite pour Dieu, sans précision. Le terme est parfois utilisé au pluriel et désigne alors des prières appelant des bénédictions divines. Ainsi, le terme salat ne peut désigner la prière canonique dans les sourates II et IX.
Selon le Coran, dès les origines de l'humanité, la prière a été révélée et pratiquée par les prophètes, "comme pratique d'adoration de Dieu". Elle appartiendrait à un monothéisme originel, associé à Abraham et désigné sous le terme de hanifisme. Avant d’être une forme normée, la prière est, dans le Coran, la base d'un comportement religieux.
Dans le Coran, les évocations de la prière canonique sont absentes dans les sourates les plus anciennes. Elle se trouve principalement dans les sourates de la période médinoise, sans que le Coran ne fournisse toutes les informations et règles de la prière. Celles-ci sont complétées par la tradition musulmane.

### Mise en place du rite

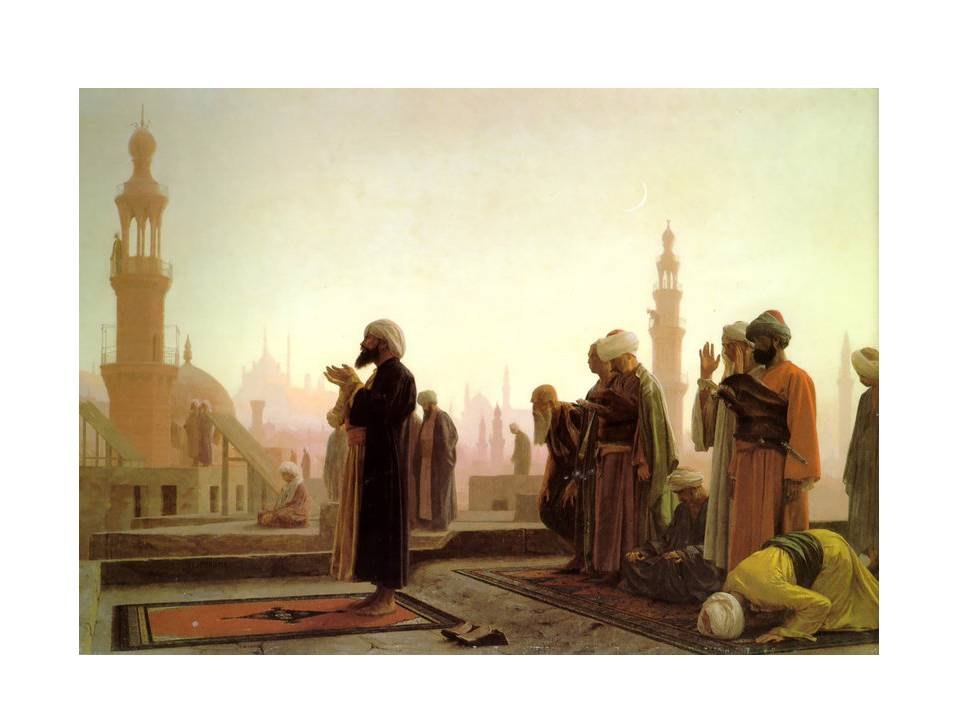
J.L. Gérôme, Prière sur les toits du Caire, 1865.

Selon la tradition musulmane, la salât n'est devenue une obligation cultuelle qu'après l'Ascension du Prophète de l'islam au-delà des sept cieux (Mi'raj), que la tradition situe en l'an 2 avant l'hégire, soit vers 620 apr. J.-C.. C'est en effet à cette occasion que Dieu aurait prescrit à Mahomet les cinq prières rituelles. Selon la tradition, cela se fit par une sollicitation de Mahomet à la suite de laquelle celui-ci obtint de Dieu qu'il ramène à cinq les cinquante prières quotidiennes qu'Il avait initialement exigées. Cette mise en place correspond à l'établissement de l'islam comme religion institutionnalisée
La prière liturgique, appelé salat, est citée dès le Coran. D'abord demandée à Mahomet, sa prière personnelle sert de base à la forme liturgique. Elle s'inscrit dans la continuité des prières liturgiques juives et chrétiennes dont elle a subi des influences. Ainsi, un rite des ablutions proche du rite musulman est connu dans le christianisme antique. Le paganisme antique est également une source d'influence mais de moindre importance,. Jan Van Reeth a mené une étude sur la sourate Al-Fatiha commençant le Coran mais aussi la prière Salat. Selon lui, les premiers versets proviennent de la liturgie chrétienne et rappellent une doxologie puis des répons psalmodiques. Ainsi, le verset 5 serait une adaptation du Deus in adjutorium meum intende, Domine ad adjuvandum me festina commençant la prière des heures. Pour lui, la sourate Al-Fatiha est un « restant de livre d'heures. » En tout cas, il ne fait aucun doute que cette sourate a été composée à des fins liturgiques.
Plusieurs versets, en particulier de la période mecquoise, donnent des indications horaires souvent adressées à Mahomet,. Née d'une prière personnelle, elle a pris au fur et à mesure une dimension communautaire. C'est probablement à cette période qu'est rajoutée la prière médiane, séparée des autres dans la sourate II.
La prière est un sujet largement évoqué par les auteurs musulmans anciens. C'est au IIIe siècle de l'hégire, soit au IXe siècle de notre ère, que leurs ouvrages ayant été compilés, la conduite de la prière ainsi que le calendrier ont été fixés. Au IXe siècle, les différences, assez restreintes, entre les écoles de l'islam quant à la prière, sont atténuées par la canonisation de celle-ci lors des compilations de Hadiths. Ces divergences se situaient dans l'obligation de la langue arabe ou, par exemple, dans la place de la prière communautaire face à la prière individuelle. Ainsi, Abu Hanifa (VIIIe siècle) autorisait la récitation de la première sourate de la prière en persan pour ceux qui ne maîtrisait pas l'arabe.

## Description du rite

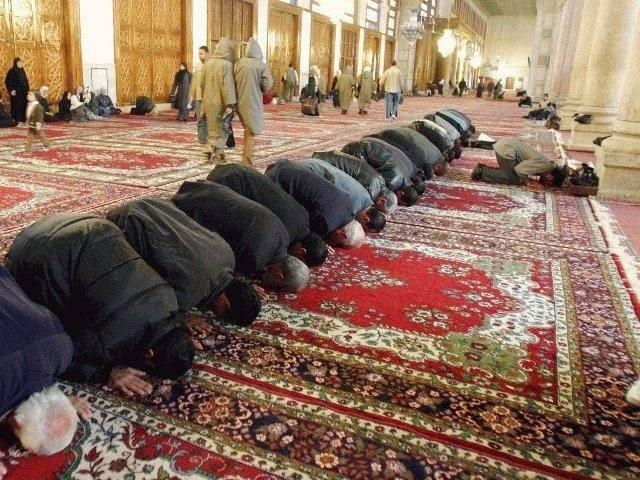
Fidèles qui prient en direction de La Mecque à la mosquée des Omeyyades de Damas.

Selon Gardet, la salat est « une “liturgie” où tout acte […] et toute parole sont déterminés »,. En réalité, des différences apparaissent entre les rites d'appartenance, madhab, la prière est une "pratique à géométrie variable". " En contexte français, ces diverses manières de faire sont observables à la mosquée dans les postures corporelles".
Bien que, selon le discours des acteurs, il s'agisse de détails, cette diversité montre parfois une concurrence entre les orthopraxies. Ces pratiques différentes sont culturalisées et parfois " pointées du doigt comme étant hétérodoxes".
Ces variations peuvent aussi posséder un sens politique subtil, entre ceux qui veulent "réinventer la tradition et ceux qui croient au legs des ancêtres ; entre ceux qui cherchent une identité dans le passé et ceux qui croient la trouver dans un futur en gestation".

### Conditions de pratique de la prière
Des différences apparaissent entre les différentes écoles juridiques à propos de la prière. Elle est, néanmoins, pour toutes obligatoire. Les conditions pour l'effectuer sont "être musulman, en bonne santé mentale, avoir l'âge de raison, être purifié et ablutionné, couvrir ses parties honteuses, être orienté dans la direction de La Mecque, exprimer enfin son intention de prier".
La prière est prononcée en arabe coranique, qui possède le statut de langue liturgique. Ainsi, les mosquées forment-elles à la lecture oralisée autonome du Coran pour pouvoir faire la prière. "Dans cet apprentissage, l’arabe est prégnant car de sa prononciation dépend en partie l’efficacité rituelle.", à l'inverse de dou’â, souvent dite en français (ou toute autre langue parlée)

### Préambules
La prière est précédée de deux appels à la prière, l'un étant lancé par le muezzin (adhan), le second étant prononcé dans la mosquée par le muezzin ou un fidèle chez lui.
Pour les accomplir, le fidèle doit au préalable purifier son corps en accomplissant le rite des ablutions. Il peut prier dans n'importe quel endroit propre, aussi bien à la mosquée que chez soi ou sur son lieu de travail. Dans les faits, il est de coutume de prier à l'intérieur d'un espace qui a été préalablement délimité. Cela peut être fait au moyen d'un tapis, d'une ligne tracée dans le sable, d'un simple bout de tissu propre. À chaque fois, cet espace est sacralisé, il devient sanctuaire. Enfin, le fidèle se tourne vers la qibla, c'est-à-dire vers le sanctuaire de la Ka'ba, à La Mecque, faute de quoi, la prière ne sera pas légalement valable.

### La prière
Chacune des cinq prières est divisée en deux ou trois ou quatre unités appelées rak'a (pluriel : rakat). Chacun de ces cycles est lui-même constitué au moins de la récitation de la sourate Al-Fatiha, d'une louange divine, d’invocations, le tout dans une suite spécifique de postures : debout, incliné, prosterné, à genoux. À la fin de chaque prière, le musulman dit deux fois, tournant son visage vers les personnes à sa droite puis à sa gauche : « Que la paix et la miséricorde de Dieu soient sur vous » (en arabe : السلام عليكم ورحمة الله (as-salam alay- kum wa-raḥmatu-l-lah). Cette formule est appelée taslim (salutation). 

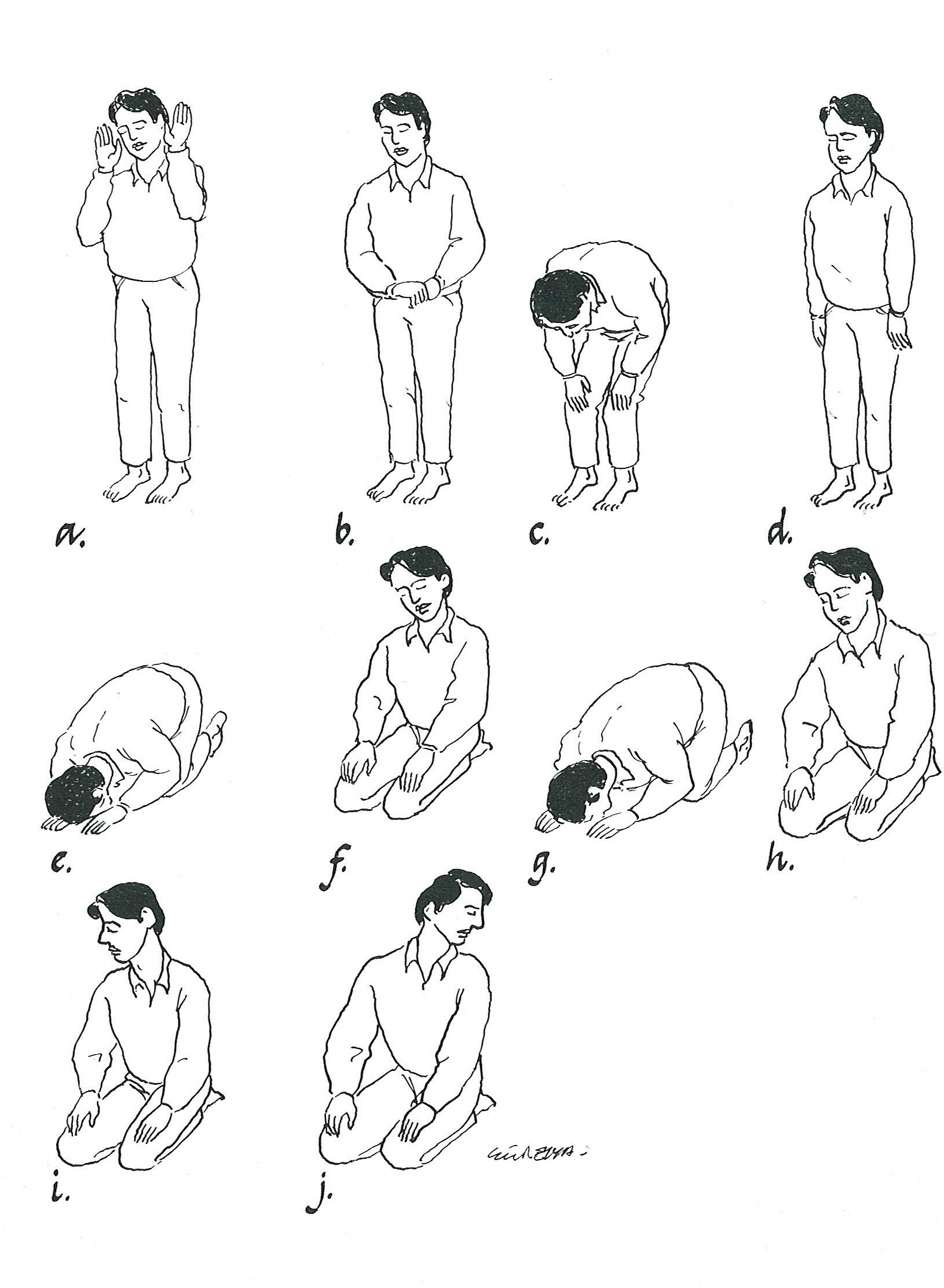
Les différentes postures durant l'accomplissement de la prière.

 La prière de l’aube, Salat Fajr, composée de deux rakat, est dite à voix haute et se conclut par une station agenouillée.
La prière de midi, Salat Dhuhr, et celle de l'après midi, Salat Asr, sont chacune composées de quatre rakat, divisées en deux paires entrecoupées d'une station agenouillée.
La prière du coucher du soleil, Salat Maghrib, est composée de trois rakat séparées par une station agenouillée. Les deux premières sont récitées à voix haute.
Enfin, la prière du crépuscule, Salat Icha, se compose de deux paires de rakat, séparées par une station assise. Là aussi, les deux premières sont récitées à voix haute.
Il faut aussi noter qu'il y a plusieurs méthodes de calcul des heures de prières. En effet, la durée du crépuscule ou la position exacte du soleil varient d’un pays à l’autre, les horaires de prières varient tout autant. Pour la France, la méthode utilisé par l'UOIF est celle adoptée par un grand nombre de mosquées car plus proche de la réalité du pays. Dans cette méthode, l'angle à partir duquel l'aube est prise en compte est de 12°.
Enfin, chaque pays, en fonction de sa position géographique (latitude) et de son climat, aura une méthode différente de calculer l'aube astronomique ainsi que le crépuscule total.

### Autres prières
À côté de ces prières canoniques, on trouve un certain nombre de prières qui ne relèvent pas d'une pratique quotidienne. Certaines sont en effet liées à des occasions particulières, comme la prière funéraire, la prière du vendredi ou les prières de l'Aïd (en). D'autres sont des prières non obligatoires, appelées surérogatoires. Ces dernières suivent le même principe de paires d'unités, dont le nombre varie toutefois en fonction du moment. Celles de l'aube et du crépuscule sont les plus pratiquées, en particulier pendant les fêtes religieuses et le mois de ramadan.
Le chercheur Mohamed [sic] Nachi relève que le Coran utilise à deux reprises (sourates Al-Anbiya, v. 72 et Al-Isra, v. 79) le terme nāfila (« supplémentaire, surérogatoire ») pour montrer l'importance de ces œuvres surérogatoires que sont la prière, mais aussi le jeûne ou le pèlerinage. En outre, plusieurs hadiths confirment l'importance de celles-ci pour le rachat du croyant. Ainsi ce hadith qudsi (c'est-à-dire dans lequel Dieu parle)  que cite Nachi : « Quand Mon serviteur cherche à M’approcher par des œuvres surérogatoires, Je l’aime finalement. Et quand Je l’aime, J’ai l’oreille avec laquelle il entend, la vue avec laquelle il voit, la main avec laquelle il saisit, le pied à l’aide duquel il marche. » Ces prières permettent donc de « bénéficier de l'amour de Dieu et de sa compassion », à quoi s'ajoute, selon les théologiens, la possibilité d'expier des péchés légers.

## Les acteurs

### Le rôle de l'imam
L'islam n'a pas institué de clergé. "L’idée que l’islam serait une « religion de laïcs » relève d’une vulgate du dogme musulman selon laquelle l’autorité religieuse serait une capacité exclusivement divine". Néanmoins, l'islam possède une structure institutionnelle, autour de la place centrale occupée par les imams. Ils assurent la direction de la prière et parfois aussi la prédication. Ils ont parfois en France des fonctions, qui, en pays musulman, seraient attribués aux oulémas, au mufti ou au mourchid.
Selon le canon islamique, la prière à la mosquée doit être dirigée par un imam. Celui-ci a, dans la mosquée, un véritable rôle de chef d'orchestre et possède une autorité rituelle. L'imam est distingué du fidèle par sa position et par le fait qu'il soit "seul habilité à prononcer à haute et intelligible voix l’ensemble des paroles rituelles constitutives de la salat." Il a aussi autorité pour légitimer la validité d'une prière ou demander au fidèle de la refaire.
« Cette autorité passe néanmoins d’autant plus souvent inaperçue que le caractère basique des qualifications qu’elle requiert permet aux fidèles de continuer à se représenter ce rôle comme "universellement" accessible ».

### Le muezzin et l'appel à la prière
Dans les pays musulmans, l'heure de la prière est annoncée publiquement par le chant du muezzin. L'appel à la prière porte le nom d'Adhan. Selon la tradition, le premier muezzin fut Bilal l'africain.

## Les lieux de la prière

### La mosquée
La mosquée -masjid, "lieu de prosternation"- est un "espace spécifique réservé à la prière des musulmans". Il n'y a que peu d'éléments coraniques la concernant. La mise en place de la mosquée date, en effet, principalement de la période d'expansion de l'islam. Le terme est principalement utilisé dans le Coran pour désigner la ka'aba.
Simple à l'origine, elle acquiert une dimension monumentale à l'époque omeyyade. Son organisation et ses éléments se mettent en place lentement (mirhab au IIe siècle, par exemple) et la seule véritable obligation est la présence d'une qibla.
À la mosquée, hommes et femmes sont séparés pour la prière. Cette séparation est liée au principe que la mosquée doit rester "pure". Néanmoins, cette séparation est avant tout temporelle puisque les lieux peuvent, en dehors de la prière, être occupés par les deux sexes.

### Hors mosquée
En raison de ses horaires variables, la salat est principalement pratiquée à domicile. La prière est pratiquée, principalement dans le salon, espace communautaire, ou dans la chambre, plus intime. Le tapis de prière marque l'usage religieux de cet espace. Sans règle prédéfinie, la localisation de la prière dépend de la famille ou de la temporalité, la chambre étant plutôt utilisée dans le cas de prière individuelle. "L’espace du culte au domicile n’est donc pas défini par un espace unique et sexualisé mais en fonction des disponibilités, des temporalités et des pratiques des différents membres de la famille.".
Un tapis de prière (arabe : سجادة, sajada, persan : جانماز, janamaz ; turc : seccade) est un tapis sur lequel les musulmans pratiquants se prosternent. Ces tapis permettent de délimiter un espace de prière. Il symbolise la mosquée et permet de délimiter ainsi "l'espace du sacré". Certains croyants, en absence de tapis, délimitent un espace pour prier. L'action de dérouler le tapis permet aussi d'inscrire une temporalité à la prière et de rompre avec le temps ordinaire. Certains musulmans n'en utilisent pas, certains priant directement sur une moquette . Le musulman doit s'orienter vers La Mecque pour la prière.
La prière à domicile peut permettre de contourner certaines normes, comme celles de l'habillement. "On peut choisir une tenue d’intérieur un peu vétuste dans laquelle on est bien, un vêtement que l’on sait « pas adéquat » mais qui est « commode ». Si la « norme » vestimentaire peut être contournée partiellement dans le cadre de l’exécution d’une prière dans l’intimité (pantalon, haut un peu moulant, voire t‑shirt sans manches), le port du voile est systématique."

## Aspect normatif

### Une obligation pour le musulman
La prière est une obligation pour le musulman et appartient aux piliers de l'islam. Elle est considérée comme le "cœur de l'islam". La récitation du Coran est une partie importante de chaque prière. "La prière musulmane doit son importance exceptionnelle au lien constant qu'il établit entre l'individu fidèle et les trois réalités suprêmes de son univers religieux: la Communauté, le Prophète et Dieu". Dans le monde musulman, cette obligation a parfois été nuancée. Les prédications et les nouveaux médias ont participé à la création d'une plus grande standardisation.
Il existe toute une littérature sur les négligences dans la prière, "les vêtements et chaussures à porter pour cela, le comportement à suivre, l'endroit où elle doit être effectuée et la pureté rituelle à observer". Celui qui n'observe pas le rituel est tenu de recommencer.
Pour l'islam, la prière est un acte d'adoration et de louange. Il "n’implique aucune idée de demande, ni de lien personnel entre l’homme et Dieu".

### Une norme sociale
La prière est devenue l'un des marqueurs de l'identité sociale musulmane. Depuis les années 80, en Afrique de l'Ouest, le souci d'image du « bon musulman » transforme les habitudes et implique, par exemple, pour les fonctionnaires, d'aller publiquement prier. "Un signe de l’ascendant pris par la prière est la multiplication du taba‘â ou « marque de prière », petite tache sombre sur le front des fidèles, censée s’être formée par la répétition assidue de la prosternation lors des prières",. Marqueur de visibilité, la prière a fait l'objet en France de controverses lors des prières de rue.
La prière est l'occasion de rassembler la communauté. Elle possède en cela un rôle social. Seules la prière du vendredi (salatu-l-jumu'a) et la prière funéraire sont obligatoirement communautaires. En dehors de ces deux cas, la prière peut se faire de façon individuelle, bien qu'il soit recommandé pour les hommes de prier en groupe, à la mosquée. Dans ce cas, les fidèles se placent en lignes horizontales, derrière l'imâm ou un fidèle désigné qui se tient seul, devant la niche du mihrab et dont ils suivent les gestes. La pratique communautaire est néanmoins rejetée par certains musulmans comme par certains convertis.

### Pourcentage de musulmans pratiquant la prière
En France en 2015, 41 % des personnes se disant "d'origine musulmane" se disent aussi "croyantes et pratiquantes". 25 % disent aller « généralement à la mosquée le vendredi ». En 2016, 31 % des musulmans ne vont jamais à la mosquée, 31 % y vont pour les fêtes ou plus rarement et le tiers restant fréquente régulièrement les mosquées.
| Pays                             | Prie 5 salawat par jour | Prie plusieurs salawat par jour, mais pas 5 | Prie plusieurs fois par jour |
| -------------------------------- | ----------------------- | ------------------------------------------- | ---------------------------- |
| Afghanistan                      | 88 %                    | 3 %                                         | 91%                          |
| Albanie                          | 4 %                     | 3 %                                         | 7 %                          |
| Algérie                          | 78 %                    | 2 %                                         | 71 %                         |
| Azerbaïdjan                      | 21 %                    | 49 %                                        | 70 %                         |
| Bangladesh                       | 30 %                    | 9 %                                         | 39 %                         |
| Bosnie-Herzégovine               | 14 %                    | 4 %                                         | 18 %                         |
| Cameroun                         | 90 %                    | 5 %                                         | 95 %                         |
| République démocratique du Congo | 53 %                    | 6 %                                         | 59 %                         |
| Djibouti                         | 74 %                    | 3 %                                         | 77 %                         |
| Égypte                           | 53 %                    | 7 %                                         | 60 %                         |
| États-Unis                       | 42 %                    | 17 %                                        | 59 %                         |
| Éthiopie                         | 61 %                    | 5 %                                         | 66 %                         |
| Ghana                            | 91 %                    | 3 %                                         | 94 %                         |
| Guinée-Bissau                    | 76 %                    | 11 %                                        | 87 %                         |
| Indonésie                        | 71 %                    | 6 %                                         | 77 %                         |
| Irak                             | 83 %                    | 2 %                                         | 85 %                         |
| Jordanie                         | 54 %                    | 14 %                                        | 68 %                         |
| Kazakhstan                       | 2 %                     | 2 %                                         | 4 %                          |
| Kenya                            | 66 %                    | 10 %                                        | 76 %                         |
| Kirghizistan                     | 14 %                    | 4 %                                         | 18 %                         |
| Kosovo                           | 10 %                    | 31%                                         | 41 %                         |
| Liban                            | 61 %                    | 2 %                                         | 63 %                         |
| Liberia                          | 82 %                    | 4 %                                         | 86 %                         |
| Malaisie                         | 72 %                    | 7 %                                         | 79 %                         |
| Mali                             | 79 %                    | 2 %                                         | 81 %                         |
| Maroc                            | 67 %                    | 2 %                                         | 69 %                         |
| Mozambique                       | 32 %                    | 9 %                                         | 41 %                         |
| Niger                            | 80 %                    | 2 %                                         | 82 %                         |
| Nigeria                          | 86 %                    | 4 %                                         | 90 %                         |
| Ouganda                          | 68 %                    | 20 %                                        | 88 %                         |
| Ouzbékistan                      | 16 %                    | 1 %                                         | 17 %                         |
| Pakistan                         | 42 %                    | 8 %                                         | 50 %                         |
| Palestine                        | 69 %                    | 5 %                                         | 74 %                         |
| Russie                           | 30 %                    | 5 %                                         | 35 %                         |
| Sénégal                          | 85 %                    | 2 %                                         | 87 %                         |
| Tadjikistan                      | 39 %                    | 3 %                                         | 42 %                         |
| Tanzanie                         | 44 %                    | 4 %                                         | 48 %                         |
| Tchad                            | 84 %                    | 2 %                                         | 86 %                         |
| Thaïlande                        | 75 %                    | 3 %                                         | 78 %                         |
| Tunisie                          | 63 %                    | 2 %                                         | 65 %                         |
| Turquie                          | 27 %                    | 15 %                                        | 42 %                         |